# Ciro Ginestra
Ciro Ginestra (Pozzuoli, 3 agosto 1979) è un allenatore di calcio ed ex calciatore italiano, di ruolo attaccante e tecnico del Guidonia Montecelio.
È soprannominato il Cobra.

## Carriera

### Giocatore
Inizia la sua carriera nella stagione 1997-1998 al Venezia, che all'epoca militava nel campionato di Serie B; il suo primo anno a Venezia si conclude con sole due presenze e una rete. Il club veneto lo conferma per un altro anno in cui totalizza 5 presenze. L'anno successivo (1998-1999) viene ceduto alla SPAL in serie C1 dove ha la possibilità di affermarsi collezionando 33 presenze e mettendo a segno 10 reti.
Per la stagione seguente viene tesserato dalla Ternana in serie B. Con la squadra rossoverde segna un gol a Marassi contro la Sampdoria in una partita poi terminata 2-2. A metà campionato, gennaio del 2000, torna al Venezia in Serie A: qui riesce a trovare spazio per sole 6 gare.
In seguito passa prima al Siena (serie B) e poi al Modena (serie C1) dove segna il gol-promozione nella partita decisiva contro il Brescello. Nel 2001 entra nell'organico della Pistoiese in serie B, squadra in cui non riesce a segnare malgrado le 14 partite disputate. Nel gennaio dell'anno seguente passa nelle file del Padova in serie C1 siglando ben 7 gol in 11 partite. Il Padova lo conferma per il campionato 2002/2003, stagione in cui Ginestra sigla più reti: 21 in 34 partite.
I due anni successivi al campionato con il Padova non sono un buon ricordo per l'attaccante puteolano che torna a Venezia totalizzando complessivamente 14 presenze senza mettere a segno neppure una rete. Nel gennaio del 2005 Ginestra fa ritorno a Padova. Per la stagione 2005-2006 per Ginestra si profila un contratto con una nuova squadra, il Frosinone di Ivo Iaconi; qui l'attaccante riesce a trovare spazio concludendo la stagione come capocannoniere della squadra con 11 reti in 34 presenze.
Sembra che Ginestra abbia trovato l'accordo con il club quando arriva la notizia della sua cessione definitiva negli ultimi giorni prima della chiusura del calciomercato. Il 29 agosto 2007, dopo aver giocato la prima partita della stagione 2007-2008 nelle file del Perugia (segnando una doppietta contro il Taranto), è acquistato dal Gallipoli, con cui firma un contratto biennale. È proprio a Gallipoli che si sposa con una ragazza del posto e fa nascere la sua figlia. Nella prima stagione nel Salento gioca poco per via degli infortuni, ma nella seconda guida i gallipolini alla prima storica promozione in Serie B. Contro il Cittadella segna la doppietta che fa vincere la partita alla squadra ionica, di cui è la punta titolare e il capitano.
Il 28 gennaio 2010 si accasa al Crotone, sempre in Serie B, a titolo definitivo, mentre il 22 luglio 2011 firma un contratto biennale con il Sorrento, in Prima Divisione.
Il 5 marzo 2012 tocca quota 100 gol in carriera da professionista nella partita contro il Foligno. Il 3 agosto 2012, Ginestra rescinde consensualmente il contratto che lo legava al Sorrento. Poco dopo, nella stessa giornata, la Salernitana comunica di aver fatto sottoscrivere al calciatore un contratto triennale.
Per la stagione 2014-2015 viene nominato capitano della Salernitana.

### Allenatore
Il 20 gennaio 2015 si ritira dal calcio giocato e diventa il nuovo allenatore dei Giovanissimi Nazionali della Salernitana.
Dopo aver allenato la formazione degli Allievi Nazionali dei Granata nella stagione successiva, il 23 giugno 2016 diventa il nuovo tecnico della Sangiovannese, club toscano militante in Serie D. Si dimette il 4 dicembre, dopo aver conquistato 14 punti nei primi quattordici incontri di campionato, a causa di problemi societari interni alla squadra aretina.
Il 10 ottobre 2017 diventa il nuovo tecnico del Team Altamura. Il 16 giugno 2018 lascia la squadra pugliese.
Il 12 luglio 2018 viene ufficializzato l'accordo con il Bisceglie. A inizio agosto, causa la crisi societaria si dimette, ma l'11 settembre ritorna alla guida del team. Il 10 dicembre 2018, pur in una buona situazione di classifica dà ancora le dimissioni. Nell'estate 2019 viene ingaggiato come nuovo allenatore della Casertana, poi, un anno dopo, viene ingaggiato come nuovo allenatore dell'AZ Picerno, venendo esonerato il 26 febbraio 2021, a seguito dell'insoddisfacente rendimento della squadra.
Dal 12 ottobre 2021, in seguito all'esonero di Luigi Panarelli, assume la guida della Fidelis Andria. Ironia della sorte, esattamente come quattro anni prima nell'esperienza nel Team Altamura assume le redini della panchina a discapito, ancora una volta, dell'allenatore tarantino. Il 1º febbraio 2022 viene esonerato con la squadra al terz'ultimo posto.
L'8 luglio 2022 ritorna alla guida del Team Altamura, in Serie D, dal quale viene esonerato il 20 febbraio seguente.
Nell'estate 2023 diviene il nuovo allenatore del Barletta, sempre in Serie D. Il 12 dicembre seguente, due giorni dopo la sconfitta casalinga contro il Martina e con la squadra ancorata al 10º posto in classifica con 20 punti, rassegna le dimissioni.
Nell'estate 2024 viene annunciato come nuovo allenatore della Virtus Francavilla, squadra pugliese di Serie D. Il 22 dicembre seguente, dopo la sconfitta in casa dell'Ugento e con la compagine biancoazzurra a tre punti dal primo posto viene esonerato.
Il 14 gennaio 2025 viene annunciato come nuovo allenatore del Guidonia, squadra laziale di Serie D, dove subentra all' esonerato D'Antoni. Dal suo arrivo la squadra cambia marcia sino a raggiungere la promozione in Serie C, il 27 aprile seguente, con una giornata d'anticipo. 

## Statistiche

### Presenze e reti nei club
| Stagione           | Squadra            | Campionato         | Campionato | Campionato | Coppe nazionali | Coppe nazionali | Coppe nazionali | Coppe continentali | Coppe continentali | Coppe continentali | Altre coppe | Altre coppe | Altre coppe | Totale | Totale |
| Stagione           | Squadra            | Camp               | Pres       | Reti       | Camp            | Pres            | Reti            | Camp               | Pres               | Reti               | Camp        | Pres        | Reti        | Pres   | Reti   |
| ------------------ | ------------------ | ------------------ | ---------- | ---------- | --------------- | --------------- | --------------- | ------------------ | ------------------ | ------------------ | ----------- | ----------- | ----------- | ------ | ------ |
| 1996-1997          | Venezia            | B                  | 2          | 1          | CI              | 0               | 0               | -                  | -                  | -                  | -           | -           | -           | 2      | 1      |
| 1997-1998          | Venezia            | B                  | 5          | 0          | CI              | 0               | 0               | -                  | -                  | -                  | -           | -           | -           | 5      | 0      |
| 1998-1999          | SPAL               | C1                 | 33         | 10         | CI              | 0               | 0               | -                  | -                  | -                  | -           | -           | -           | 33     | 10     |
| 1999-gen. 2000     | Ternana            | B                  | 15         | 1          | CI              | 2               | 0               | -                  | -                  | -                  | -           | -           | -           | 17     | 1      |
| gen.-giu. 2000     | Venezia            | A                  | 6          | 0          | CI              | 2               | 0               | -                  | -                  | -                  | -           | -           | -           | 8      | 0      |
| 2000-gen. 2001     | Siena              | B                  | 7          | 0          | CI              | 3               | 0               | -                  | -                  | -                  | -           | -           | -           | 10     | 0      |
| gen.-giu. 2001     | Modena             | C1                 | 10         | 2          | CI-C            | 0               | 0               | -                  | -                  | -                  | SL-C1       | 1           | 1           | 11     | 3      |
| 2001-gen. 2002     | Pistoiese          | B                  | 14         | 0          | CI              | 3               | 0               | -                  | -                  | -                  | -           | -           | -           | 17     | 0      |
| gen.-giu. 2002     | Padova             | C1                 | 11         | 7          | CI-C            | -               | -               | -                  | -                  | -                  | -           | -           | -           | 11     | 7      |
| 2002-2003          | Padova             | C1                 | 34+2       | 21+1       | CI-C            | 5               | 4               | -                  | -                  | -                  | -           | -           | -           | 41     | 26     |
| 2003-2004          | Venezia            | B                  | 7+1        | 0          | CI              | 1               | 1               | -                  | -                  | -                  | -           | -           | -           | 9      | 1      |
| 2004-gen. 2005     | Venezia            | B                  | 7          | 0          | CI              | 3               | 1               | -                  | -                  | -                  | -           | -           | -           | 10     | 1      |
| Totale Venezia     | Totale Venezia     | Totale Venezia     | 27+1       | 1          |                 | 6               | 2               |                    | -                  | -                  |             | -           | -           | 34     | 3      |
| gen.-giu. 2005     | Padova             | C1                 | 16         | 6          | CI-C            | -               | -               | -                  | -                  | -                  | -           | -           | -           | 16     | 6      |
| Totale Padova      | Totale Padova      | Totale Padova      | 61+2       | 34+1       |                 | 5               | 4               |                    | -                  | -                  |             | -           | -           | 68     | 39     |
| 2005-2006          | Frosinone          | C1                 | 34+4       | 11         | CI+CI-C         | 1+4             | 0+1             | -                  | -                  | -                  | -           | -           | -           | 43     | 12     |
| ago. 2006          | Frosinone          | B                  | -          | -          | CI              | 1               | 1               | -                  | -                  | -                  | -           | -           | -           | 1      | 1      |
| Totale Frosinone   | Totale Frosinone   | Totale Frosinone   | 34+4       | 11         |                 | 6               | 2               |                    | -                  | -                  |             | -           | -           | 44     | 13     |
| ago. 2006-2007     | Perugia            | C1                 | 28         | 3          | CI+CI-C         | 0+1             | 0               | -                  | -                  | -                  | -           | -           | -           | 29     | 3      |
| ago. 2007          | Perugia            | C1                 | 1          | 2          | CI-C            | 1               | 0               | -                  | -                  | -                  | -           | -           | -           | 2      | 2      |
| Totale Perugia     | Totale Perugia     | Totale Perugia     | 29         | 5          |                 | 2               | 0               |                    | -                  | -                  |             | -           | -           | 31     | 5      |
| ago. 2007-2008     | Gallipoli          | C1                 | 19         | 6          | CI-C            | 0               | 0               | -                  | -                  | -                  | -           | -           | -           | 19     | 6      |
| 2008-2009          | Gallipoli          | 1D                 | 31         | 16         | CI+CI-LP        | 2+1             | 0               | -                  | -                  | -                  | SL-PD       | 2           | 0           | 36     | 16     |
| 2009-gen. 2010     | Gallipoli          | B                  | 21         | 5          | CI              | 0               | 0               | -                  | -                  | -                  | -           | -           | -           | 21     | 5      |
| Totale Gallipoli   | Totale Gallipoli   | Totale Gallipoli   | 71         | 27         |                 | 3               | 0               |                    | -                  | -                  |             | 2           | 0           | 76     | 27     |
| gen.-giu. 2010     | Crotone            | B                  | 19         | 7          | CI              | -               | -               | -                  | -                  | -                  | -           | -           | -           | 19     | 7      |
| 2010-2011          | Crotone            | B                  | 27         | 5          | CI              | 2               | 0               | -                  | -                  | -                  | -           | -           | -           | 29     | 5      |
| Totale Crotone     | Totale Crotone     | Totale Crotone     | 46         | 12         |                 | 2               | 0               |                    | -                  | -                  |             | -           | -           | 48     | 12     |
| 2011-2012          | Sorrento           | 1D                 | 33+2       | 21         | CI+CI-LP        | 2+0             | 2               | -                  | -                  | -                  | -           | -           | -           | 37     | 23     |
| 2012-2013          | Salernitana        | 2D                 | 27         | 17         | CI-LP           | 1               | 0               | -                  | -                  | -                  | SL-SD       | 0           | 0           | 28     | 17     |
| 2013-2014          | Salernitana        | 1D                 | 21+1       | 4          | CI+CI-LP        | 1+3             | 0+2             | -                  | -                  | -                  | -           | -           | -           | 26     | 6      |
| 2014-2015          | Salernitana        | LP                 | 3          | 0          | CI+CI-LP        | 1+1             | 0               | -                  | -                  | -                  | -           | -           | -           | 5      | 0      |
| Totale Salernitana | Totale Salernitana | Totale Salernitana | 51+1       | 21         |                 | 7               | 2               |                    | -                  | -                  |             | 0           | 0           | 59     | 23     |
| Totale carriera    | Totale carriera    | Totale carriera    | 431+11     | 145+1      |                 | 41              | 12              |                    | -                  | -                  |             | 3           | 1           | 486    | 159    |

### Statistiche da allenatore
Statistiche aggiornate al 18 maggio 2025. In grassetto le competizioni vinte.
| Stagione                   | Squadra                    | Campionato                 | Campionato | Campionato | Campionato | Campionato | Coppe nazionali | Coppe nazionali | Coppe nazionali | Coppe nazionali | Coppe nazionali | Coppe continentali | Coppe continentali | Coppe continentali | Coppe continentali | Coppe continentali | Altre coppe | Altre coppe | Altre coppe | Altre coppe | Altre coppe | Totale | Totale | Totale | Totale | % Vittorie | Piazzamento      |
| Stagione                   | Squadra                    | Comp                       | G          | V          | N          | P          | Comp            | G               | V               | N               | P               | Comp               | G                  | V                  | N                  | P                  | Comp        | G           | V           | N           | P           | G      | V      | N      | P      | %          | Piazzamento      |
| -------------------------- | -------------------------- | -------------------------- | ---------- | ---------- | ---------- | ---------- | --------------- | --------------- | --------------- | --------------- | --------------- | ------------------ | ------------------ | ------------------ | ------------------ | ------------------ | ----------- | ----------- | ----------- | ----------- | ----------- | ------ | ------ | ------ | ------ | ---------- | ---------------- |
| lug.-dic. 2016             | Sangiovannese              | D                          | 14         | 4          | 2          | 8          | CI-D            | 1               | 0               | 0               | 1               | -                  | -                  | -                  | -                  | -                  | -           | -           | -           | -           | -           | 15     | 4      | 2      | 9      | 26,67      | Eson.            |
| ott. 2017-2018             | Team Altamura              | D                          | 28+1       | 19         | 2          | 7+1        | CI-D            | -               | -               | -               | -               | -                  | -                  | -                  | -                  | -                  | -           | -           | -           | -           | -           | 29     | 19     | 2      | 8      | 65,52      | Sub., 3º         |
| set.-dic. 2018             | Bisceglie                  | C                          | 14         | 2          | 5          | 7          | CI-C            | -               | -               | -               | -               | -                  | -                  | -                  | -                  | -                  | -           | -           | -           | -           | -           | 14     | 2      | 5      | 7      | 14,29      | Dimiss.          |
| 2019-2020                  | Casertana                  | C                          | 30         | 8          | 14         | 8          | CI+CI-C         | 1+2             | 0+1             | 0+0             | 1+1             | -                  | -                  | -                  | -                  | -                  | -           | -           | -           | -           | -           | 33     | 9      | 14     | 10     | 27,27      | 15º              |
| 2020-feb. 2021             | AZ Picerno                 | D                          | 18         | 7          | 8          | 3          | -               | -               | -               | -               | -               | -                  | -                  | -                  | -                  | -                  | -           | -           | -           | -           | -           | 18     | 7      | 8      | 3      | 38,89      | Eson.            |
| ott. 2021-feb. 2022        | Fidelis Andria             | C                          | 14         | 3          | 3          | 8          | CI-C            | 3               | 2               | 0               | 1               | -                  | -                  | -                  | -                  | -                  | -           | -           | -           | -           | -           | 17     | 5      | 3      | 9      | 29,41      | Sub., Eson.      |
| 2022-feb. 2023             | Team Altamura              | D                          | 24         | 10         | 9          | 5          | CI-D            | 4               | 2               | 1               | 1               | -                  | -                  | -                  | -                  | -                  | -           | -           | -           | -           | -           | 28     | 12     | 10     | 6      | 42,86      | Eson.            |
| Totale Team Altamura       | Totale Team Altamura       | Totale Team Altamura       | 53         | 29         | 11         | 13         |                 | 4               | 2               | 1               | 1               |                    | -                  | -                  | -                  | -                  |             | -           | -           | -           | -           | 57     | 31     | 12     | 14     | 54,39      |                  |
| lug.-dic. 2023             | Barletta                   | D                          | 15         | 5          | 5          | 5          | CI-D            | 1               | 0               | 1               | 0               | -                  | -                  | -                  | -                  | -                  | -           | -           | -           | -           | -           | 16     | 5      | 6      | 5      | 31,25      | Eson.            |
| lug.-dic. 2024             | Virtus Francavilla         | D                          | 17         | 10         | 1          | 6          | CI-D            | 3               | 2               | 0               | 1               | -                  | -                  | -                  | -                  | -                  | -           | -           | -           | -           | -           | 20     | 12     | 1      | 7      | 60,00      | Eson.            |
| gen.-giu. 2025             | Guidonia Montecelio        | D                          | 15+2       | 12         | 2          | 1+2        | CI-D            | 3               | 1               | 2               | 0               | -                  | -                  | -                  | -                  | -                  | -           | -           | -           | -           | -           | 20     | 13     | 4      | 3      | 65,00      | Sub., 1º (prom.) |
| 2025-2026                  | Guidonia Montecelio        | C                          | 0          | 0          | 0          | 0          | CI-C            | 1               | 0               | 0               | 1               | -                  | -                  | -                  | -                  | -                  | -           | -           | -           | -           | -           | 1      | 0      | 0      | 1      | &0,00      | in corso         |
| Totale Guidonia Montecelio | Totale Guidonia Montecelio | Totale Guidonia Montecelio | 17         | 12         | 2          | 3          |                 | 4               | 1               | 2               | 1               |                    | -                  | -                  | -                  | -                  |             | -           | -           | -           | -           | 21     | 13     | 4      | 4      | 61,90      |                  |
| Totale carriera            | Totale carriera            | Totale carriera            | 192        | 80         | 51         | 61         |                 | 19              | 8               | 4               | 7               |                    | -                  | -                  | -                  | -                  |             | -           | -           | -           | -           | 211    | 88     | 55     | 68     | 41,71      |                  |

## Palmarès

### Giocatore

#### Competizioni nazionali
- Coppa Italia Serie C: 2

SPAL: 1998-1999
Salernitana: 2013-2014
- Serie C1: 1

Modena: 2000-2001
- Supercoppa di Lega di Serie C1: 1

Modena: 2001
- Campionato italiano di Lega Pro Seconda Divisione: 1

Salernitana: 2012-2013
- Supercoppa di Lega di Seconda Divisione: 1

Salernitana: 2013
- Lega Pro Prima Divisione: 1

Gallipoli: 2008-2009
- Supercoppa di Lega di Prima Divisione: 1

Gallipoli: 2009

### Allenatore

#### Competizioni interregionali
- Serie D: 1

Guidonia Montecelio: 2024-2025 (girone G)